# Julià de Cesarea
Julià de Cesarea (en llatí Julianus, en grec Ἰουλιανός) va ser un retòric i sofista grec natural de Cesarea de Capadòcia, contemporani d'Edesi i deixeble de Màxim d'Efes, al segle iv.
Va ser un dels principals sofistes del seu temps i va ensenyar retòrica a Atenes on va gaudir de gran reputació i va atreure joves d'arreu de Grècia i altres llocs de la Mediterrània desitjosos d'escoltar-lo i aprendre d'ell. Tot i la seva fama no se li coneix cap obra escrita. Eunapi, a la seva obra Βίοι φιλοσόφων καὶ σοφιστῶν (Vida de filòsofs i sofistes), en parla.